# Niittysaari (ö i Norra Österbotten, Oulunkaari, lat 65,37, long 26,97)
Niittysaari är en ö i Finland.   Den ligger i kommunen Pudasjärvi i den ekonomiska regionen  Oulunkaari  och landskapet Norra Österbotten, i den centrala delen av landet, 600 km norr om huvudstaden Helsingfors.